# Hohovica
Hohovica – wieś w Słowenii, w gminie Litija. W 2018 roku liczyła 25 mieszkańców.